# ایسوارا کریشنا
ایسوارا کریشنا (سانسکریت: ईश्वर कृष्णः، IAST: Īśvara Kṛṣṇa, Chinese) فیلسوف و حکیم هندی بود. او نویسنده سامخیاکاریکا (آیاتی در مورد سامخیا) بود، که گزارشی است از جهان و اجزای آن (تاتواها)، بر اساس مکتب سامخیا، یکی از شش مکتب فلسفه هندو. سامخیاکاریکا قدیمی‌ترین متن معتبر باقی‌مانده در فلسفه کلاسیک سامخیا است.
ایسوارا کریشنا در کریک، سامخیاکاریکا را به‌عنوان آموزه‌های اساسی کاپیلا (که در آسوری پانکاشیخا را به خود آموخته‌است) توصیف می‌کند. سامخیاکاریکا شامل گزاره‌هایی چکیده دربارهٔ معرفت‌شناسی، متافیزیک و جامعه‌شناسی در مکتب سامخیا است. این متن همچنین به اثر دیگری از فلسفه سامخیا به نام ساسیتانترا اشاره دارد، که اکنون از بین رفته‌است. این متن در اواسط قرن ششم میلادی به چینی ترجمه شد. یادداشت‌های ابوریحان بیرونی، دانشمند و ریاضی‌دان ایرانی در سفر به هند، در اوایل قرن یازدهم، حاکی از آن است که سامخیاکاریکا در زمان او، متنی مهم در هند بوده‌است.
گفته می‌شود که فلسفه سامخیا الهام‌بخش برخی از مکاتب اولیه بودایی بوده‌است، و نسخه‌های تفکر سامخیا هنوز در بسیاری از مکاتب بودیسم و آیین جین استفاده می‌شود. سامخیا همچنین پایه مدرسه یوگا است. نسخه‌های مختلف این تفکر در ویشنوپرستی و شیواپرستی نیز استفاده می‌شود.